# Chrono
Chrono (яп. クロノ Куроно) — серия японских ролевых игр, разработанная компанией Square (ныне Square Enix). Серия была начата в 1995 году игрой о путешествии во времени Chrono Trigger для Super NES, за которой последовали Radical Dreamers (1996) и Chrono Cross (1999). Было также создано короткометражное аниме (OVA) Dimensional Adventure Numa Monjar, а Chrono Trigger портировали на Sony Playstation, включив в сборник Final Fantasy Chronicles. 31 марта 2003 года Chrono Trigger стала 12-й в списке лучших игр от Square Enix (по количеству проданных копий — 2 650 000), а Chrono Cross — 24-й (1 500 000 проданных копий).

## Идея и создание
| Разработка Chrono Trigger, первой игры серии, была начата в 1992 году. В разработке приняла участие так называемая «Команда мечты», состоящая из продюсера Хиронобу Сакагути, известного по играм серии Final Fantasy, продюсера и сценариста Юдзи Хории и дизайнера персонажей Акиры Ториямы — двое последних известны по серии Dragon Quest. Продюсировал игру Кадзухико Аоки, директорами разработки выступили Акихико Мацуи, Ёсинори Китасэ и Такаси Токита. Юдзи Хории работал над основой сюжета; будучи фанатом путешествий во времени, как, например, в фантастическом сериале Time Tunnel, он положил именно эту тему в основу Chrono Trigger. Затем его наброски были дополнены сценаристом Масато Като. В 1996 году Масато Като и ещё несколько членов команды Chrono Trigger работали над второстепенным проектом, названным Radical Dreamers: Nusumenai Hōseki; это была игра для Satellaview, дополнения к игровой консоли Super Famicom от Nintendo. Сначала планировалось сделать короткую приключенческую игру, разработанную за три месяца. Однако к концу её создания Масато Като соединил сюжет игры и персонажей из Chrono Trigger, превратив Radical Dreamers в дополнительную историю. Так как платформа, на которой была выпущена игра, была не столь популярна, связь между проектами специально не была ярко выражена. В 1999 году было объявлено, что продолжение Chrono Trigger, названное Chrono Cross, находится в стадии разработки. Хотя члены «Команды мечты» не участвовали в создании игры, она, тем не менее, была сделана практически теми же людьми, что и её предшественница. Продюсер Хиромити Танака, говоря об основной системе и игровом процессе, ясно дал понять, что данная версия не является продолжением Chrono Trigger. Подход дизайнеров, скорее, заключался в создании «игрового процесса, соответствующего современному аппаратному обеспечению», таким образом, разрабатывая совершенно новую игру и реструктурируя используемый ранее стиль для максимальной производительности консоли. Игровой сюжет основывается на теме параллельных миров, а не на путешествии во времени, хотя последнее всё же играет определённую роль в развитие событий Chrono Cross. Сценарист Масато Като, говоря о сюжетной линии Cross, описал новую игру не как «Chrono Trigger 2», а как результат «спущенного курка» (англ. pulled trigger), «другой Chrono». |

## Игры

### Chrono Trigger
Chrono Trigger (яп. クロノ・トリガー Куроно Торига) — японская ролевая игра, разработанная и изданная компанией Square Co. и вышедшая на приставке Super Nintendo Entertainment System в 1995 году. Chrono Trigger был выпущен в Японии 11 марта 1995 года, в США — 22 августа 1995 года. Chrono Trigger был портирован на Sony PlayStation в 1999 году в Японии как отдельная игра, а в 2001 году как часть сборника Final Fantasy Chronicles в Северной Америке. Третья версия была выпущена для портативной платформы Nintendo DS 20 ноября 2008 года. Сейчас Chrono Trigger считается одной из лучших игр среди когда-либо выпущенных.
Сюжет игры повествует о группе молодых путешественников под предводительством юноши по имени Хроно (англ. Crono, яп. クロノ, Куроно). Он знакомится с девушкой Марл (англ. Marle, яп. マール, Мару), принцессой, путешествующей инкогнито, на Ярмарке тысячелетия. Они решают испытать телепортационную машину, изобретённую Луккой (англ. Lucca, яп. ﾙｯｶ, Рукка), подругой Хроно. Однако из-за сбоя работы механизма Марл оказывается в другом временном интервале — в Средних веках, а юноша бросается за ней, в надежде спасти. Впоследствии они узнают, что в отдалённом будущем мир будет уничтожен ударом чудовищного существа, которое всё это время спало под землёй. Желая спасти свой мир, друзья путешествуют между временами, пытаясь найти способ предотвратить катастрофу.
Игровой процесс Chrono Trigger традиционен для японских ролевых игр за исключением некоторых нововведений. Игрок управляет небольшим отрядом, обследуя двухмерный вымышленный мир игры, состоящий из различных локаций — лесов, городов, пещер, в которых взаимодействует с различными персонажами, получает или отдаёт различные предметы, решает загадки, участвует в боях с противниками. Основной задачей игрока, необходимой для прохождения игры, является выполнение цепочки связанных заданий-квестов. В отличие от большинства западных компьютерных ролевых игр, игрок вплоть до самого конца игры крайне ограничен в исследовании мира жёсткими рамками сюжета; количество квестов, не подчинённых непосредственно сюжету, минимально.
Разработкой игры руководила группа из трёх знаменитых геймдизайнеров, названная Square Co. «Команда Мечты». В это число входили: создатель игрового сериала Final Fantasy Хиронобу Сакагути, создатель игрового сериала Dragon Quest Юдзи Хории и мангака Акира Торияма, также принимавший участие в создании почти всех игр серии Dragon Quest как дизайнер персонажей. Продюсером игры выступил Кадзухико Аоки. Большая часть сценария игры была написана Масато Като; значительную часть музыкального сопровождения создал Ясунори Мицуда, однако из-за болезни он передал право окончить этот труд композитору Нобуо Уэмацу, более известному музыкальным сопровождением к играм серии Final Fantasy.
Chrono Trigger была высоко оценена игровой критикой. Продажи оригинальной версии достигали 2,36 миллионов копий в Японии и 290 000 за её пределами, продажи ремейка игры для консоли Nintendo DS превысили 0,9 миллиона копий во всём мире.
Кроме того, три приложения, связанные с Chrono Trigger, были выпущены в том же году для расширения Satellaview к игровой консоли Super Famicom: Chrono Trigger: Jet Bike Special, гонки, основанные на мини-игре из Chrono Trigger; Chrono Trigger: Character Library, рассказывающая о персонажах и монстрах из игры; и, наконец, Chrono Trigger: Music Library, сборник музыки из игры. Содержание Character Library и Music Library впоследствии было включено в релиз Chrono Trigger на PlayStation в качестве дополнительных материалов.

### Radical Dreamers
Radical Dreamers: Nusumenai Hōseki (яп. ラジカル・ドリーマーズ -盗めない宝石-, Радикальные мечтатели — Драгоценный камень, который невозможно украсть) — компьютерная игра в жанре визуального романа, разработанная японской компанией Square Enix (бывшая Square Co.) и изданная St.GIGA 31 декабря 1996 года для Satellaview, дополнения к игровой приставке Super Famicom от Nintendo.
Главный герой Radical Dreamers — Серж (англ. Serge, яп. セルジュ, Сэрудзю)), молодой странствующий музыкант. Путешествуя по миру, он встречает девушку-воровку Кид (англ. Kid, яп. キッド Киддо) и загадочного молчаливого мага в маске Гила (англ. Gil) в далёком городе за три года до игровых событий.
Вместе они разыскивают сокровище — Замёрзшее пламя, мистический артефакт, который, по легенде, может исполнить любое желание. Замёрзшее пламя спрятано в особняке Вайпера, где живёт зловещий и могущественный дворянин Линкс (англ. Lynx, яп. ヤマネコ, Яманэко), который силой захватил особняк.
Эта игра является спин-оффом Chrono Trigger, завершающим его сюжет.
Radical Dreamers сделана в виде визуального романа, причём графики и звука в ней минимальное количество. Музыку для игры написал Ясунори Мицуда. Геймплей основан на текстовом сценарии, который рассказывает главный герой, Серж. Игроку предлагается несколько вариантов действий, которые определяют дальнейшее развитие сюжета. В зависимости от выбора, игрок, например, может попасть в новую локацию, открыть нового персонажа или выбрать действие снова, если предыдущий выбор оказался неудачным. В битве обычно можно выбрать одно из нескольких простых действий: «Удар», «Магия», «Побег», а также, в зависимости от ситуации, более сложное, например, «Нанести быстрый удар по его руке!».
Команда Square пыталась внедрить Radical Dreamers в релиз Chrono Trigger для PlayStation в качестве пасхального яйца. Тем не менее, Масато Като отказался от этого, так как был недоволен качеством игры. Хотя игра не была официальна издана за рубежом, ROM-хакеры завершили работу над любительским переводом на английский язык в 2003 году.
Обозреватель из Home of the Underdogs отметил превосходный сценарий игры и «замечательный» перевод на английский язык, заметив также, что «интересный сюжет» должен превлечь фанатов, если они смогут «переварить» ограниченный набор действий.

Я легко разобрался в сюжете и окунулся в мир прекрасных, красочных персонажей— Обозреватель Home of the Underdogs
К положительным моментам критик также отнёс то, что дополнительные сценарии игры побуждают к повторному её прохождению; случайные битвы в игре, по его мнению, — недостаток, так как «случайные битвы, свойственные RPG, не слишком хорошо вписываются в игру, сделанную в жанре визуального романа». Сайт наградил игру статусом «Top Dog».
Обозреватель из Original Gamer подчеркнул, что в игре интересный сюжет, а характеры персонажей хорошо проработаны. Возможность проходить игру несколько раз, открывая альтернативные сюжетные линии, он также отнёс к положительным моментам игры.

В целом, Radical Dreamers — отличная игра для фанатов визуальных приключенческих романов, а также для тех, кто увлекается вселенной Chrono. Я играл в неё, по большей части, из-за сюжета, но также заметил, что мне понравились некоторые моменты вроде «жизнь-или-смерть» в битвах. Я был удивлён, что игра такого жанра реиграбельна, поэтому можно сказать, что Масато Като создал уникальный проект в этом жанре.— Боб "Ugly", обозреватель Original Gamer
Недостатком игры, по его мнению, является сокрытие количества здоровья персонажа и «очков любви», которые определяют отношение Кид к Сержу. Кроме того, он отметил, что так как Масато Като и его команда работали по жёсткому графику, то некоторые игровые моменты оказались непроработанными. Сайт Original Gamer присвоил игре оценку 8,6 из 10.

### Chrono Cross
Chrono Cross (яп. クロノ・クロス Куроно Куросу) — японская ролевая игра, разработанная компанией Square и вышедшая на приставке Sony PlayStation 18 ноября 1999 года в Японии и 15 августа 2000 года в США. Частично сюжетная линия является ремейком Radical Dreamers и, таким образом, вытесняет её, становясь неким продолжением Chrono Trigger.
Главный герой Серж (англ. Serge, яп. セルジュ, Сэрудзю) — юноша из небольшого рыбацкого посёлка — оказывается в параллельном мире, в котором он умер ещё ребёнком, и пытается узнать своё прошлое. В своём путешествии Серж встречает девушку-воровку Кид (англ. Kid, яп. キッド, Киддо), которая ищет легендарный артефакт — Замёрзшее Пламя. Им противостоит Линкс (англ. Lynx, яп. ヤマネコ, Яманэко) — антропоморфная пантера. В поисках Замёрзшего пламени друзья проникают в особняк Вайпера, но ничего не находят. Затем они долго странствуют по другим местам, пока, наконец, не узнают, что такое Замёрзшее пламя и почему Линкс тоже пытается найти его. По мере прохождения игры прошлое Сержа и Кид раскрывается и становится видна явная связь сюжета Chrono Cross с событиями Chrono Trigger.
В Chrono Cross игрок управляет небольшим отрядом (максимум из трёх человек), в котором обязательно присутствует главный герой Серж. Перемещение по карте мира осуществляется также, как и во многих других JRPG — либо пешком, либо на лодке (в нескольких случаях — по воздуху). Вид в игре всегда только от третьего лица. С карты мира, соответственно, можно попадать в различные локации — города, леса и пещеры, перемещаться по которым игрок может совершенно свободно, за исключением ситуации, когда доступ в определённому месту невозможен по сюжету. Игрок может также свободно путешествовать по всей карте мира, но доступ к определённым локациям открывается только после определённого этапа игры (или только на некоторое время).
Графика в Chrono Cross заметно улучшилась по сравнению с Chrono Trigger. Все битвы стали трёхмерными, а в остальных случаях используются 3D модели и отрендеренные 2D задники. Как и раньше, игрок может взаимодействовать с другими персонажами игры, но количество дополнительных квестов заметно возросло. В Chrono Cross предусмотрено использование специальных предметов: например, чтобы переместиться в параллельный мир, необходимо использовать Астральный Амулет в определённом месте.
В Chrono Cross отсутствует одна очень важная для RPG деталь — у персонажей нет уровня развития. За каждую выигранное сражение члены отряда получают несколько очков здоровья, защиты и других параметров, а при победе над боссом игрок получает «звезду». Эти «звёзды» можно использовать для призвания в битве могучих существ.
Игра создана сценаристом Масато Като и разработчиками Chrono Trigger: художественным директором Ясуюки Хоннэ и звукорежиссёром Минору Акао. Композитор Ясунори Мицуда написал саундтрек для Chrono Cross, а Нобутэру Юки создал персонажей.

Мы хотели создать не продолжение Chrono Trigger, а новую игру серии Chrono, которая связана с предыдущими. Да, платформа изменилась; некоторые моменты также сильно изменились, по сравнению с прошлыми играми. Но я считаю, что цель создания Chrono Cross — сделать новую игру Chrono, используя самые передовые на данный момент технологии. Я никогда не хотел просто взять систему из Trigger и портировать её на PlayStation. Поэтому я уверен, что Cross — это Cross, а не Trigger.— Масато Като
Обозреватель GameSpot высоко оценил необычную систему битвы в игре и персонажей, каждый из которых имеет уникальный характер:

…В Chrono Cross, пожалуй, самая удобная система битв среди всех, представленных в других играх этого жанра. Все противники видны на карте, то есть игрок сам решает вступать в битву или избежать её. Кроме того, можно убежать в процессе любой битвы со 100 % вероятностью. Даже в битве с боссом.

…Как ни странно, обилие персонажей в Chrono Cross — это плюс, а не минус игры. Каков секрет успеха? Каждый персонаж более чем из 40 возможных уникален, имеет свою собственную историю и свой характер. В отличие от сотен других RPG, любой персонаж в Chrono Cross интересен и будет полезным добавлением к отряду игрока. Каждый герой красиво нарисован, превосходно анимирован и имеет три уникальные «техники». Есть даже специальные мини-квесты для получения «техник» некоторых персонажей — а это означает ещё больше приключений!— Энрю Вестал, обозреватель GameSpot
GameSpot наградил игру титулом perfect 10 (поставив оценку в 10 баллов из 10 возможных). Chrono Cross оказалась одной из семи игр, получившей такой титул, среди 40 000 игр, указанных на GameSpot как кандидаты на награждение. Кроме того, GameSpot присвоил Chrono Cross первое место на конкурсе Console Game of the Year Award в 2000 году.
Было продано более 1,5 миллионов копий игры по всему миру, а в Японии она была включена в издание Ultimate Hits.

### Chrono Break и дальнейшая судьба серии
Chrono Brake (яп. クロノ・ブレイク Куроно Бурэику) и Chrono Break — два товарных знака, принадлежащих Square; первый был зарегистрирован в Японии 5 ноября 2001 года, а второй — в США 5 декабря того же года. Регистрации предшествовало заявление в прессе, сделанное Хиронобу Сакагути. Он заметил, что команда создателей Chrono Cross заинтересована в разработке новой игры серии Chrono, и что сюжет и идея уже обсуждаются. Тем не менее, дальнейших новостей от Square не последовало, а многие люди, работавшие над играми данной серии, — Масато Като и другие — ушли из компании, в первую очередь, в Monolith Soft. Оставшиеся в компании разработчики начали работу над Final Fantasy XI и заявили, что хотели бы сделать продолжение серии Chrono, но Final Fantasy XI отнимет у них ещё много времени. В конце концов, американская торговая марка Chrono Break была отменена 13 ноября 2003 года. Срок регистрации японского товарного знака истёк 26 июля 2012 года.
В феврале 2007 года Хиромити Танака дал несколько интервью и повторил, что новая игра серии так и не была запущена в разработку, но воссоединение команды всё ещё возможно.

…очень сложно собрать старую команду для создания продолжения серии Chrono… Но если мы не будем пытаться вновь собрать этих людей, а пригласим новых, то в итоге получится, что игра окажется совсем другой, потому что её будет делать другая команда, и, вероятно, дух Chrono будет потерян.— Хиромити Танака
В 2003 году команда программистов и художников из Северной Америки решила разработать небольшую демонстрационную версию игры, являющейся ремейком Chrono Trigger. Согласно плану разработчиков, их проект, называвшийся Chrono Resurrection, должен был включать в себя несколько эпизодов из Trigger с улучшенной трёхмерной графикой. Игра разрабатывалась на кроссплатформенном движке. Однако за несколько месяцев до выпуска Resurrection, получившей большую поддержку от фанатов оригинальных игр серии, Square Enix отправила письмо команде разработчиков с требованием прекратить свою деятельность ввиду нарушения авторских прав. Таким образом, проект был закрыт 6 сентября 2004 года несмотря на протесты многих игроков.
В 2004 году была собрана команда Kajar Laboratories, состоящая в основном из активных участников фанатского вики-сайта Chrono Compedium, для создания продолжения Chrono Trigger под названием Chrono Trigger: Crimson Echoes. Игра представляла собой ROM-хак оригинала для Super Nintendo Entertainment System и для её запуска требовался эмулятор Super Nintendo. Планировалась, что Crimson Echoes будет выпускаться в виде файла с патчем в формате IPS (англ. International Patching System) для того, чтобы избежать нелегального распространения образа Chrono Trigger. Работа над проектом велась четыре с половиной года, релиз был запланирован на 31 мая 2009 года. Однако Square Enix 8 мая 2009 года отправила ZeaLitY и Agent 12 письмо с требованием немедленно закрыть проект ввиду нарушения авторских прав, как и в случае с Resurrection. К моменту закрытия проекта игра была закончена «примерно на 98 %»; по словам разработчиков, в ней было 23 главы, на прохождение которых требовалось около 35 часов игрового времени, а также десять альтернативных концовок. Однако перед закрытием проекта патч альфа-версии просочился в Интернет. ZeaLitY, лидер команды, отрицательно высказался об этом на сайте проекта, так как в альфа-версии было большое количество багов и откровенных недоработок, которые были исправлены только в бета-версии.
Хотя интерес фанатов к продолжению серии не угасает, Square Enix не делает никаких официальных заявлений о создании продолжения серии.

## Dimensional Adventure Numa Monjar
Dimensional Adventure Numa Monjar (яп. 時空冒険ヌウマモンジャ～ Jikū Bōken Nūmamonjā, «Time and Space Adventures: Numa Monjar») — 16-минутное юмористическое аниме (OVA) в поддержку Chrono Trigger, продемонстрированное на японском фестивале V-Jump 31 июля 1996 года. Оно было создано аниме-студией Production I.G, сценарий написали Хироси Идзава и Акихиро Кикути, а Ицуро Кавадзаки был постановщиком. Это аниме не было издано для продажи, хотя фанаты перевели и сделали английские субтитры для него.
Действие Dimensional Adventure разворачивается в мире Chrono Trigger за ночь до начала событий игры. Пустынная Площадь Тысячелетия вдруг начинает кишеть весёлыми монстрами, появляющимися из порталов. Два главных героя — Ню (англ. Nu) и Мамо (англ. Mamo), монстр из оригинальной игры (в английской версии игры — Kilwala), озвученные соответственно Тяфурином и Маюми Танакой — пытаются набрать членов в свою команду «Numa Monjar». Поняв, что никто не хочет к ним присоединиться, они бродят по ярмарочной площади и в итоге срывают шоу робота Джонни, озвученного Синъитиро Мики.
Затем Ню принимает участие в состязании «кто кого перепьёт» и выигрывает золотую лопату. После состязания Ню отправляется в кусты по малой нужде и сталкивается с роботом Гонсалесом (в английской версии игры — Gato). Гонсалес, озвученный Фумихико Татики, активируется и преследует друзей, распевая свой отрывок из игры: «Эх, Гонсалес. Я силён. Победи меня и получи серебряные очки» («яп. オ～レはゴンザレス　オ～レは強い　オ～レに勝ったら　15ポイント～»).
В конце концов, Ню и Мамо оказываются на спине неуправляемого Гонзалеса и вступают в гонку против Джонни. Пытаясь остановить Гонсалеса, Ню нажимает большую кнопку на спине робота, в результате чего большая боксёрская перчатка на пружине бьёт Джонни. Изумлённый робот отлетает в сторону и в полёте торжественно зачитывает хокку, а затем врезается в стену. Убегающие Ню и Мамо ещё долго слышат голос Гонсалеса.
Утром Гонсалес всё ещё поёт, но заряд его батареи заканчивается, и он падает на землю. Затем на переднем плане появляются люди, смотрящие на робота, в том числе Хроно (англ. Crono, яп. クロノ, Куроно) и Лукка (англ. Lucca, яп. ﾙｯｶ, Рукка). В титрах Ню и Мамо пародируют сцены из игры.

## Музыка
Музыка для серии игр Chrono была написана, в основном, Ясунори Мицудой. Chrono Trigger был его первым проектом, где он являлся композитором. Однако после того, как у него обнаружилась язва, был приглашён автор музыки для серии игр Final Fantasy Нобуо Уэмацу, написавший 10 песен. К моменту выпуска игры качество музыки и спецэффектов было потрясающим. Кроме того, была выпущена аранжировка на одном диске «Временная грань» (англ. Brink of Time) в стиле acid jazz. Мицуда также написал саундтрек для Radical Dreamers, который никогда не был выпущен как альбом.
В 1999 году Ясунори Мицуда, ставший свободным композитором, вернулся к записи саундтрека для Chrono Cross после заключения контракта с Масато Като. Мицуда решил вложить в свою работу культурные веяния старого света, включая музыку стран Средиземноморья, Фаду и кельтскую музыку и даже африканские барабанные ритмы. Томохико Кира, один из создаетелей музыки для Xenogears сыграл на гитаре во вступительной и заключительной темах. Норико Митосэ, выбранная Масато Като, спела финальную песню — «Radical Dreamers ~ Le Trésor Interdit». Мицуда был рад реализовать хотя бы часть того, что изначально планировал. Некоторые песни были портированы с саундтрека для Radical Dreamers, а другие содержали лейтмотивы из треков для Chrono Trigger и Radical Dreamers.
В 2006 году, Ясунори Мицуда собрал различные треки из серии Chrono для видеоигры-концерта Play! A Video Game Symphony, включив главные темы Chrono Cross и Chrono Trigger, а также «Frog’s Theme» и «Too Far Away Times».

## Признание и охват
Рейтинги игр серии Chrono
| Игра                     | Game Rankings | Metacritic | GameStats |
| ------------------------ | ------------- | ---------- | --------- |
| Chrono Trigger (SNES)    | 95 %          | —          | 9,7 из 10 |
| Radical Dreamers         | —             | —          | 7,8 из 10 |
| Chrono Cross             | 92 %          | 94 из 100  | 9,2 из 10 |
| Final Fantasy Chronicles | 87 %          | 89 из 100  | —         |
| Chrono Trigger (DS)      | 95 %          | 93 из 100  | 9,3 из 10 |

Игры серии Chrono оказались очень успешными в продаже и получили высокие оценки. Было продано более 2,36 миллионов копий Chrono Trigger в Японии и 290 000 в других странах, при этом достигнув количества двух миллионов проданных дисков всего за два месяца. В 1995 году она оказалась третьей самой продаваемой игрой года, отстав только от Dragon Quest VI: Realms of Reverie и Donkey Kong Country 2: Diddy's Kong Quest. Игра также оказалась очень популярной в Северной Америке, а её переиздание для платформы PlayStation как часть сборника Final Fantasy Chronicles держалось на первом месте в чарте PlayStation NPD TRSTS шесть недель. Ремейк Chrono Trigger для Nintendo DS был продан в количестве 490 000 копий в Японии и 220 000 в Северной Америке к декабрю 2008 года.
Chrono Trigger заняла почётные места во всех шести списках IGN «100 лучших игр всех времён»: 4-е место в 2002 году, 6-е место в начале 2005 года, 13-е место в конце 2005 года, 2-е место в 2006 году, 18-е место в 2007 году и 2-е в 2008 году. GameSpot включил Chrono Trigger в список «Лучшие игры всех времён», выпущенный в апреле 2006 года. Кроме того, игра оказалась на 28-м месте списка «Лучшие 100 всех времён», составленного путём голосования, проведённого японским журналом Famitsu. Журнал Nintendo Power присвоил игре 18-е место в рамках своего списка «100 лучших игр для Nintendo всех времён», а на свою двадцатую годовщину назвал Chrono Trigger пятой лучшей игрой для Super Nintendo.
Radical Dreamers не получила такой популярности в силу того, что была официально издана только в Японии, но обозреватели, поигравшие в неё после выхода любительского перевода от Demiforce, хорошо охарактеризовали игру. Обозреватель из GameFAQs озаглавил своё ревью так: «Ни геймплея, ни графики, но, тем менее, на высоте». Положительным моментом игры, по его мнению, является то, как в игре преподносится информация, отметив, что Radical Dreamers может оказаться поинтереснее многих новелл. Тем не менее, он подчеркнул, что игрокам, не привыкшим к жанру визуальный роман, может быть трудно переварить весь объём информации, который представлен в виде текста. Возможность повторного прохождения игры и наличие шести дополнительных концовок также приятно удивила его. Геймплей в игре он охарактеризовал как то, «что разочаровывает больше всего». Систему сражения, по его мнению, можно было бы сделать гораздо лучше, введя систему заклинаний или навыков; однако она опирается лишь на вероятность. Кроме того, игрок может сохраниться практически в любой момент игры, поэтому, если он сделает неправильный выбор в битве, то всегда можно будет загрузиться и выбрать нужное действие. С помощью подобной хитрости можно пройти любой участок игры. В целом обозреватель GameFAQs посчитал Radical Dreamers достойным последователем Chrono Trigger и поставил игре оценку 8 из 10:

Эта игра — прекрасная любовная история со множеством отсылок к Chrono Trigger и с несколькими моментами, интересными для фанатов Chrono Cross, вроде «Ага! Вот откуда это!». Обязательна к прохождению для всех фанатов серии, которые готовы читать (и представлять) сюжет игры, а не играть в неё.— Darkmage, обозреватель GameFAQs
Chrono Cross также стала очень популярной, было продано 850 000 и 650 000 копий в Японии и других странах соответственно. Игра также была переиздана в США под заголовком Greatest Hits, а также в Японии как часть серии Ultimate Hits для PlayStation. Chrono Cross также был хорошо охарактеризован рецензентами, GameSpot наградила игру призом «лучший из 10», оказавшись одной лишь из шести игр среди 40 000, которые были представлены для оценки, а также призом «Лучшая игра года для консоли-2000». IGN поставила игре оценку 9,7, и Cross появился на 89-м месте их списка «100 лучших игр 2008 года».
Тем не менее, обозреватели отметили, что недостатками игры являются расплывчатая концовка, некоторые неясные моменты в сюжете, проблемы с целостностью истории. RPGFan называет сюжет превосходным, но отмечает, что периодически «довольно сложно догадаться, что делать дальше; придётся долго разговаривать с другими персонажами, бегая по карте мира, чтобы понять, какова же следующая задача». Обозреватель Thunderbolt пишет о сюжете:

…В игре присутствуют явные проблемы со сценарием. Серьёзным изъяном является то, как преподносится сюжет. К концу игры заметно явное переполнение сюжетной информацией. Прямо перед последним боссом приходится читать параграф за параграфом, в которых описываются события, не объясняющиеся ранее. Это напомнило мне фильм Матрица: Перезагрузка, при создании которого сценаристы были настолько ленивы, что сделали одну длинную и скучную сцену, которая закрывает сюжетные дыры. Я ещё могу понять это в фильме, ведь он ограничен временными рамками, но в RPG это совершенно неприемлемо. У Square было более 30 часов, чтобы всё объяснить, а они откладывают объяснения до самой последней минуты…

…Другая проблема — персонажи. Их более сорока, но лишь часть из них действительно представляется как личность. И ещё меньшая часть развивается духовно по мере прохождения игры. Даже Серж — главный герой — практически никак не меняется…— Энтони Кэрдж, обозреватель Thunderbolt
Музыка в Chrono Trigger была высоко оценена и стала популярной; веб-сайт IGN назвал саундтрек к Chrono Trigger «одним из лучших саундтреков для видеоигры среди всех, когда-либо созданных» и заметил также, что музыка стала одной из главных частей, которые «захватывали эмоции игрока». Также он назвал саундтрек «одним из самых запоминающихся за всю историю RPG». Игра получила приз «Лучшая музыка для игры на картридже» в конкурсе Electronic Gaming Monthly 1995 года. Саундтрек для Chrono Cross получил Золотой приз в конкурсе Sony Playstation Awards 2000 года. IGN в своём обзоре к игре охарактеризовал саундтрек как «великолепное звуковое сопровождение», которое «делает чудеса, играя на струнах души игрока по мере того, как он проходит игру». В статье, посвященной японским композиторам, писавшим музыкальное сопровождение к ролевым играм, IGN называет Ясунори Мицуду вторым лучшим композитором после Нобуо Уэмацу.
С другой стороны, музыка в Chrono Cross не получила таких хороших отзывов. Обозреватель IGN пишет:

Одно из замечаний касается саундтрека к игре. В целом, он хорош, но нет ни одного трека, который можно назвать запоминающимся. В большинстве других саундтреков для выдающихся RPG можно выделить несколько композиций, которые звучат гораздо лучше других; но здесь это не так. Музыка, в целом, хорошая, за исключением, пожалуй, музыки в битве — она может показаться скучной и не слишком вдохновляющей. Тем не менее, ни один трек не может сравнится с композициями из других великих RPG, таких как Xenogears или Final Fantasy.— Дэвид Здирко, обозреватель IGN

### Официальные сайты
- Официальный сайт Chrono Trigger (англ.). Архивировано 19 октября 2007 года.
- Официальный сайт Chrono Cross (англ.). Архивировано 1 октября 2007 года.
- Chrono Trigger 2: Radical Dreamers (англ.) — сайт Demiforce, команды переводчиков Radical Dreamers на английский язык

### Компендиумы
- Chrono Center (яп.) — крупнейший японоязычный ресурс по Chrono Trigger и другим играм серии.
- Chrono Compendium (англ.) — крупнейший англоязычный ресурс по Chrono Trigger и другим играм серии.

### Другие ресурсы
- GameFAQs (англ.) — Radical Dreamers на GameFAQs: прохождение игры, описание сюжета, обзоры
- RPG Dreamer (англ.) — скриншоты, музыка из игры, полное прохождение (архив Интернета)
- MobyGames — Chrono Trigger на MobyGames: обзоры, обсуждения, оценки игры
- GameFAQs — Chrono Trigger на GameFAQs
- Chrono Trigger на StrategyWiki (англ.)